# Dioctria engeli
Dioctria engeli är en tvåvingeart som beskrevs av Noskiewicz 1953. Dioctria engeli ingår i släktet Dioctria och familjen rovflugor. Inga underarter finns listade i Catalogue of Life.